# Atul Kulkarni
Atul Kulkarni (ur. 10 września 1965 w stanie Karnataka, Indie) – indyjski aktor filmowy i teatralny, nagrodzony dwukrotnie National Awards (Hey Ram, Chandni Bar). Dużo uznania krytyków przyniosły mu też role w Page 3 i Kolor szafranu.

## Filmografia
- 10 vi F
- Kurukshetra (2008)
- D-17 (2008)
- Delhi 6 (2008, filmowany) jako Gobar
- Gauri: The Unborn (2007) jako Sudeep
- Beaking News (2007)
- Maati Maay (2006) jako Narsu
- Aa DinagaLu ಆ ದಿನಗಳು (2007) jako Agni Shridhar
- Aruvadai (2007)
- Corporate (2006) – narrator
- Kedi (2006) – brat Priyanki
- Kolor szafranu (2006) – Laxman Pandey
- Page 3 (2005) – Vinayak Mane
- Gowri (2004) – Sarkar
- Manasarovar (2004) – Ravi Roy
- Vajram (2004)
- Khakee (2004) – dr Iqbal Ansari
- Devrai (2004) – Shesh Shahi
- Manmadhan (2004) – oficer policji
- 88 Antop Hill (2003) – Pratyush Shelar
- Satta (2003) – Yashwant Varde
- Dum (2003) – "Encounter" Shankar
- Mango Souffle (2002) – Ed (Edwin Prakash)
- Run (2002) – brat Priyi
- Chandni Bar (2001) – Potya Sawant
- Kairee (2000) – Jadhav Master
- Hey Ram (2000) – Shriram Abhyankar
- Chakwa (2005) – Tushar Khot – Suspense Thriller – Dir. Jatin S. Wagle
- Valu - the bull (2007) – Swanand Gaddamwar(forest officer) – comedy -Dir. Umesh Kulkarni